# Tarsacq
Tarsacq település Franciaországban, Pyrénées-Atlantiques megyében. Lakosainak száma 543 fő (2022. január 1.). Tarsacq Abos, Arbus, Denguin és Labastide-Cézéracq községekkel határos.

## Népesség
A település népessége az elmúlt években az alábbi módon változott:
| Lakosok száma | 493  | 499  | 516  | 521  | 524  | 530  | 532  | 538  | 543  |
|               | 2013 | 2015 | 2016 | 2017 | 2018 | 2019 | 2020 | 2021 | 2022 |